# Leichtathletik-Juniorenafrikameisterschaften 1999
Die 4. Leichtathletik-Juniorenafrikameisterschaften fanden vom 22. bis zum 25. Juli in der tunesischen Hauptstadt Tunis statt und fand damit zum zweiten Mak nach 1994 in Nordafrika statt. Es war dies die vierte Austragung der Juniorenwettkämpfe auf afrikanischer Ebene und wurden vom Afrikanischen Leichtathletikverband (CAA) organisiert. Es wurden 43 Bewerbe ausgetragen, 22 für Männer und 21 für Frauen.

## Resultate

### Männer

#### 100 m
| Platz | Athlet           | Land | Zeit (s) |
| ----- | ---------------- | ---- | -------- |
| 1     | Harry Adu-Mfum   | GHA  | 10,52    |
| 2     | Souleymane Meité | CIV  | 10,70    |
| 3     | Eric Appiah      | RSA  | 10,74    |
| 4     | Albert Kelebele  | BOT  | 10,77    |
| 5     | Mushongo Anesu   | ZIM  | 10,78    |
|       | Paul Gorries     | RSA  | DSQ      |
|       | Souhalia Alamou  | BEN  | DSQ      |
|       | Sherwin Vries    | NAM  | DNS      |

Finale: 22. Juli
Wind: +1,0 m/s

#### 200 m
| Platz | Athlet               | Land | Zeit (s) |
| ----- | -------------------- | ---- | -------- |
| 1     | Paul Gorries         | RSA  | 21,19    |
| 2     | Fernando Augustin    | MRI  | 21,42    |
| 3     | Harry Adu-Mfum       | GHA  | 21,73    |
| 4     | Laroussi Titi        | TUN  | 22,01    |
| 5     | Souleymane Meité     | CIV  | 22,10    |
| 6     | Mushongo Anesu       | ZIM  | 22,10    |
| 7     | Lloyd Zvasiya        | ZIM  | 22,19    |
| 8     | Othusistse Ramophedi | BOT  | 22,45    |

Finale: 25. Juli
Wind: +1,6 m/s

#### 400 m
| Platz | Athlet              | Land | Zeit (s) |
| ----- | ------------------- | ---- | -------- |
| 1     | Ousmane Niang       | SEN  | 47,41    |
| 2     | Fernando Augustin   | MRI  | 47,70    |
| 3     | California Molefe   | BOT  | 48,03    |
| 4     | Laroussi Titi       | TUN  | 48,07    |
| 5     | Tshepo Thobelangope | RSA  | 48,23    |
| 6     | Lloyd Zvasiya       | ZIM  | 49,70    |
| 7     | Eddy Lozaique       | SEY  | 49,87    |
| 8     | Mohamed Sadok       | LBA  | 51,12    |

23. Juli

#### 800 m
| Platz | Athlet              | Land | Zeit (min) |
| ----- | ------------------- | ---- | ---------- |
| 1     | Mbulaeni Mulaudzi   | RSA  | 1:49,13    |
| 2     | Vincent Kemboi      | KEN  | 1:49,66    |
| 3     | Abdelkabir Louraïbi | MAR  | 1:50,4     |
| 4     | Akim Balogoun       | BEN  | 1:51,63    |
| 5     | Adel Gharsalli      | TUN  | 1:51,95    |
| 6     | Salifu Moro         | GHA  | 1:55,22    |
| 7     | Eddy Lozaique       | SEY  | 1:55,24    |
|       | Nourredine Lazouzi  | MAR  | DNF        |

Finale: 25. Juli

#### 1500 m
| Platz | Athlet            | Land | Zeit (min) |
| ----- | ----------------- | ---- | ---------- |
| 1     | Peter Kipkoech    | KEN  | 3:45,81    |
| 2     | Rashid Ramzi      | MAR  | 3:47,13    |
| 3     | Reda Khaldi       | ALG  | 3:50,10    |
| 4     | Touhami Abassi    | TUN  | 3:51,91    |
| 5     | Alistair Cragg    | RSA  | 3:52,21    |
| 6     | Clement Lebopo    | LES  | 3:54,79    |
| 7     | Salifu Moro       | GHA  | 3:58,25    |
| 8     | Habtai Kifletsion | ERI  | 3:58,27    |

23. Juli

#### 5000 m
| Platz | Athlet          | Land | Zeit (min)  |
| ----- | --------------- | ---- | ----------- |
| 1     | Reuben Kamzee   | KEN  | 13:43,30 CR |
| 2     | Duncan Lebo     | KEN  | 13:46,48    |
| 3     | Driss Benismail | MAR  | 14:11,11    |
| 4     | Clement Lebopo  | LES  | 14:19,32    |
| 5     | Alistair Cragg  | RSA  | 14:25,04    |
| 6     | Yousri Hamdi    | TUN  | 14:27,66    |
| 7     | Ali Abdalla     | ERI  | 14:43,06    |
| 8     | Jacob Selebalo  | RSA  | 14:44,04    |

25. Juli

#### 10.000 m
| Platz | Athlet             | Land | Zeit (min) |
| ----- | ------------------ | ---- | ---------- |
| 1     | Duncan Lebo        | KEN  | 29:59,27   |
| 2     | Reuben Kamzee      | KEN  | 29:59,34   |
| 3     | Jeffrey Gwebu      | RSA  | 30:21,93   |
| 4     | Driss Benismail    | MAR  | 31:49,85   |
| 5     | Mohamed Ghodhbani  | TUN  | 32:02,97   |
| 6     | Nebai Habtegiorgis | ERI  | 32:44,49   |
|       | Yousri Hamdi       | TUN  | DNF        |

22. Juli

#### 110 m Hürden
| Platz | Athlet               | Land | Zeit (s) |
| ----- | -------------------- | ---- | -------- |
| 1     | Ryan Jackson         | RSA  | 14,60    |
| 2     | Selwyn Lieutier      | MRI  | 14,79    |
| 3     | Hamdi Mhirsi         | TUN  | 15,00    |
| 4     | Abderrahmane Dalibey | ALG  | 15,23    |
| 5     | Héni Kéchi           | TUN  | 15,43    |
| 6     | Farid Debah          | ALG  | 15,49    |

25. Juli
Wind: +2,3 m/s

#### 400 m Hürden
| Platz | Athlet              | Land | Zeit (s) |
| ----- | ------------------- | ---- | -------- |
| 1     | Alwyn Myburgh       | RSA  | 51,03 CR |
| 2     | Mohamed Mouhlal     | MAR  | 52,13    |
| 3     | Héni Kéchi          | TUN  | 52,51    |
| 4     | Selim Medersi       | TUN  | 54,20    |
|       | Abderrahmane Madani | ALG  | DNF      |

23. Juli

#### 3000 m Hindernis
| Platz | Athlet              | Land | Zeit (min) |
| ----- | ------------------- | ---- | ---------- |
| 1     | Raymond Yator       | KEN  | 8:19,84 CR |
| 2     | Christopher Soget   | KEN  | 8:20,07    |
| 3     | Abdelatif Chemlal   | MAR  | 8:45,78    |
| 4     | El-Assaad Dhaou     | TUN  | 9:11,26    |
| 5     | El-Assaad Nasrallah | TUN  | 9:20,22    |
| 6     | Ronny Marie         | SEY  | 9:26,05    |

23. Juli

#### 4 × 100 m Staffel
| Platz | Land      | Athleten                                                               | Zeit (s) |
| ----- | --------- | ---------------------------------------------------------------------- | -------- |
| 1     | Südafrika | Daniel Mahlangu Ryan Jackson Tshepo Thobelangope Paul Gorries          | 41,42    |
| 2     | Ghana     | Eric Appiah Seidu Duah Anthony Essumang Harry Adu-Mfum                 | 41,74    |
| 3     | Botswana  | Tshepho Kelaotswe Albert Kelebele California Molefe Otawsitse Kamopede | 42,02    |
| 4     | Tunesien  | Khabab Bousnina Aymen Ghedira Abdallah Machraoui Laroussi Titi         | 42,93    |
| 5     | Algerien  | Fatah Haidour Farid Debah Sofiene Fetni Abderrahmane Madani            | 44,98    |
|       | Libyen    | Mohamed Ali Abid Zuheir el-Menghawi Mohamed Sadok Radhouane Ammar      | DNF      |

24. Juli

#### 4 × 400 m Staffel
| Platz | Land      | Athleten                                                                 | Zeit (min) |
| ----- | --------- | ------------------------------------------------------------------------ | ---------- |
| 1     | Südafrika | Tshepo Thobelangope Molensi Mpholaleng Alwyn Myburgh Paul Gorries        | 3:13,01    |
| 2     | Tunesien  | Khabab Bousnina Héni Kéchi Selim Medersi Laroussi Titi                   | 3:15,75    |
| 3     | Botswana  | Othusistse Ramophedi Tshepho Kelaotswe Albert Kelebele California Molefe | 3:20,00    |
| 4     | Ghana     | Anthony Essumang Mohamed Dawuda Salifu Moro Seidu Duah                   | 3:21,78    |

25. Juli

#### Hochsprung
| Platz | Athlet         | Land | Höhe (m) |
| ----- | -------------- | ---- | -------- |
| 1     | Kabelo Mmono   | BOT  | 2,05     |
| 2     | Mohamed Ouaziz | ALG  | 1,95     |
| 3     | Fernando Nana  | BFA  | 1,85     |
| 4     | Kais Cherif    | TUN  | 1,85     |

25. Juli

#### Stabhochsprung
| Platz | Athlet           | Land | Höhe (m) |
| ----- | ---------------- | ---- | -------- |
| 1     | Béchir Zaghouani | TUN  | 4,80 CR  |
| 2     | Karim Berhaiem   | TUN  | 4,60     |
| 3     | Mouloud Ziani    | ALG  | 4,00     |

25. Juli

#### Weitsprung
| Platz | Athlet             | Land | Weite (m) |
| ----- | ------------------ | ---- | --------- |
| 1     | Daniel Mahlangu    | RSA  | 7,45      |
| 2     | Jonathan Chimier   | MRI  | 6,44 w    |
| 3     | Anthony Essumang   | GHA  | 7,42      |
| 4     | Abdallah Machraoui | TUN  | 7,13      |
| 5     | Thierry Adanabou   | BFA  | 7,03      |
| 6     | Yahya Berrabah     | MAR  | 6,87      |
| 7     | Aymen Ghedira      | TUN  | 6,78      |
|       | Tshepho Kelaotswe  | BOT  | NM        |

24. Juli

#### Dreisprung
| Platz | Athlet             | Land | Weite (m) |
| ----- | ------------------ | ---- | --------- |
| 1     | Abdallah Machraoui | TUN  | 15,57     |
| 2     | Mourad Tabbache    | ALG  | 14,75     |
| 3     | Yahya Berrabah     | MAR  | 14,71     |
| 4     | Robert Mapanka     | RSA  | 14,60     |
| 5     | Marala Zondwa      | RSA  | 14,53     |
| 6     | Mohamed Gomri      | TUN  | 14,40     |

22. Juli

#### Kugelstoßen
| Platz | Athlet              | Land | Weite (m) |
| ----- | ------------------- | ---- | --------- |
| 1     | Hicham Aït Aha      | MAR  | 16,56     |
| 2     | Mohamed Meddeb      | TUN  | 15,36     |
| 3     | Mohsen Bousnina     | TUN  | 15,19     |
| 4     | Mohamed el-Maghrawy | EGY  | 14,83     |
| 5     | Hannes Hopley       | RSA  | 14,54     |
| 6     | Selwyn Beauchamp    | SEY  | 12,13     |

25. Juli

#### Diskuswurf
| Platz | Athlet                 | Land | Weite (m) |
| ----- | ---------------------- | ---- | --------- |
| 1     | Hannes Hopley          | RSA  | 54,97 CR  |
| 2     | Hatem el-Kébir         | TUN  | 49,60     |
| 3     | Mohsen Bousnina        | TUN  | 47,53     |
| 4     | Mohamed Sayed Aly Saad | EGY  | 43,44     |
| 5     | Selwyn Beauchamp       | SEY  | 39,73     |

23. Juli

#### Hammerwurf
| Platz | Athlet              | Land | Weite (m) |
| ----- | ------------------- | ---- | --------- |
| 1     | Ahmed Abdelraouf    | EGY  | 59,02     |
| 2     | Saber Souid         | TUN  | 58,07     |
| 3     | Wael Abou Dhab      | NGR  | 54,78     |
| 4     | Nicolas Li Yun Fong | MRI  | 47,29     |

25. Juli

#### Speerwurf
| Platz | Athlet          | Land | Weite (m) |
| ----- | --------------- | ---- | --------- |
| 1     | Hardus Pienaar  | RSA  | 70,03     |
| 2     | Sadek al-Mohsen | EGY  | 63,29     |
| 3     | Sofiène el-Ajra | TUN  | 56,08     |
| 4     | Mohamed Lazzazi | ALG  | 53,95     |
| 5     | Radhouan Gharbi | TUN  | 51,12     |

25. Juli

#### Zehnkampf
| Platz | Athlet               | Land | Punkte |
| ----- | -------------------- | ---- | ------ |
| 1     | Mustapha Kheirallah  | EGY  | 6763   |
| 2     | Abdel Hamid Médjamia | ALG  | 6202   |
| 3     | Mohamed Khal Letaief | TUN  | 6625   |

22./23. Juli

### Frauen

#### 100 m
| Platz | Athletin            | Land | Zeit (s) |
| ----- | ------------------- | ---- | -------- |
| 1     | Makaridja Sanganoko | CIV  | 11,74    |
| 2     | Anais Oyembo        | GAB  | 11,94    |
| 3     | Awatef Hamrouni     | TUN  | 11,98    |
| 4     | Esther Dankwah      | GHA  | 12,12    |
| 5     | Aisha Pinamang      | GHA  | 12,16    |
| 6     | Sara Arrous         | ALG  | 12,39    |
| 7     | Nadia Abid          | TUN  | 12,45    |
| 8     | Koïta Yah Soucko    | MLI  | 12,46    |

Finale: 22. Juli
Wind: +1,0 m/s

#### 200 m
| Platz | Athletin            | Land | Zeit (s) |
| ----- | ------------------- | ---- | -------- |
| 1     | Makaridja Sanganoko | CIV  | 24,23    |
| 2     | Awatef Ben Hassine  | TUN  | 24,59    |
| 3     | Aisha Pinamang      | GHA  | 24,69    |
| 4     | Awatef Hamrouni     | TUN  | 24,90    |
| 5     | Esther Dankwah      | GHA  | 25,03    |
| 6     | Houria Moussa       | ALG  | 25,06    |
| 7     | Fatou Bintou Fall   | SEN  | 25,22    |
|       | Anais Oyembo        | GAB  | DNS      |

Finale: 25. Juli
Wind: +2,6 m/s

#### 400 m
| Platz | Athletin              | Land | Zeit (s) |
| ----- | --------------------- | ---- | -------- |
| 1     | Awatef Ben Hassine    | TUN  | 54,54    |
| 2     | Akosua Serwaa         | GHA  | 55,16    |
| 3     | Ethel Lokko           | GHA  | 55,86    |
| 4     | Olivia Lucas          | NAM  | 56,00    |
| 5     | Mane Ndouly Leye      | SEN  | 57,33    |
| 6     | Geoitsemodimo Dikinya | BOT  | 57,41    |
| 7     | Estie Wittstock       | RSA  | 57,47    |
| 8     | Awatef Ben Mansour    | TUN  | 59,96    |

Finale: 23. Juli

#### 800 m
| Platz | Athletin             | Land | Zeit (min) |
| ----- | -------------------- | ---- | ---------- |
| 1     | Abir Nakhli          | TUN  | 2:06,89    |
| 2     | Nancy Jebet Langat   | KEN  | 2:07,01    |
| 3     | Akosua Serwaa        | GHA  | 2:07,80    |
| 4     | Meryem Karouani      | MAR  | 2:08,43    |
| 5     | Seltana Aït Hammou   | MAR  | 2:08,43    |
| 6     | Sekhusi Makhauta     | LES  | 2:16,69    |
| 7     | Christine Mukamutesi | RWA  | 2:19,62    |
| 8     | Dipa Traoré          | MLI  | 2:23,15    |

23. Juli

#### 1500 m
| Platz | Athletin           | Land | Zeit (min) |
| ----- | ------------------ | ---- | ---------- |
| 1     | Jeruto Kiptum      | KEN  | 4:19,61    |
| 2     | Seltana Aït Hammou | MAR  | 4:19,94    |
| 3     | Meryem Karouani    | MAR  | 4:20,05    |
| 4     | Nancy Jebet Langat | KEN  | 4:20,71    |
| 5     | Abir Nakhli        | TUN  | 4:21,34    |
| 6     | Fouzia Zoutat      | ALG  | 4:29,05    |
| 7     | Agnes Hlongwane    | RSA  | 4:34,55    |
| 8     | Matirinta Mota     | LES  | 4:49,37    |

25. Juli

#### 3000 m
| Platz | Athletin            | Land | Zeit (min) |
| ----- | ------------------- | ---- | ---------- |
| 1     | Malika Asahssah     | MAR  | 9:15,11    |
| 2     | Pamela Kiyara       | KEN  | 9:23,50    |
| 3     | Fouzia Zoutat       | ALG  | 9:23,56    |
| 4     | Gloria Baeba        | RSA  | 9:42,58    |
| 5     | Siphuluwazi Sibindi | ZIM  | 9:42,60    |
| 6     | Besma Mekki         | TUN  | 9:42,86    |
| 7     | Simret Sultan       | ERI  | 9:55,57    |
| 8     | Lucy Siwela         | ZIM  | 10:16,54   |

22. Juli

#### 10.000 m
| Platz | Athletin            | Land | Zeit (min) |
| ----- | ------------------- | ---- | ---------- |
| 1     | Beatrice Toroitich  | KEN  | 36:08,03   |
| 2     | Siphuluwazi Sibindi | ZIM  | 36:37,37   |
| 3     | Simret Sultan       | ERI  | 36:53,30   |
| 4     | Hana Chaouach       | TUN  | 37:01,87   |
| 5     | Lucy Siwela         | ZIM  | 37:41,28   |
| 6     | Beata Naigambo      | NAM  | 37:49,90   |

24. Juli

#### 100 m Hürden
| Platz | Athletin            | Land | Zeit (s) |
| ----- | ------------------- | ---- | -------- |
| 1     | Stéphanie Domaingue | MRI  | 14,36    |
| 2     | Hamida Benhocine    | ALG  | 14,71    |
| 3     | Hajer Jelel         | EGY  | 14,85    |
| 4     | Zine-Bahi Othmani   | TUN  | 15,35    |
| 5     | Sarah Bouaoudia     | ALG  | 15,40    |
| 6     | Margaret Odendaal   | ZIM  | 15,67    |
| 7     | Manar Mohamed       | EGY  | 15,71    |

23. Juli
Wind: +2,6 m/s

#### 400 m Hürden
| Platz | Athletin                 | Land | Zeit (s) |
| ----- | ------------------------ | ---- | -------- |
| 1     | Lantosoa Razafinjanahary | MAD  | 60,15    |
| 2     | Houria el-Mohandis       | MAR  | 61,66    |
| 3     | Najia Bouaati            | MAR  | 61,83    |
| 4     | Amira Ismail             | TUN  | 66,85    |
| 5     | Shaima Saaed             | EGY  | 66,98    |

25. Juli

#### 5000 m Bahngehen
| Platz | Athletin            | Land | Zeit (min) |
| ----- | ------------------- | ---- | ---------- |
| 1     | Chaima Trabelsi     | TUN  | 26:04:45   |
| 2     | Rania Hammani       | TUN  | 26:06:35   |
| 3     | Hakima Embarek      | ALG  | 26:46:16   |
| 4     | Faiza Azzouzi       | ALG  | 26:55:44   |
| 5     | Hiba Ahmed          | EGY  | 28:00:70   |
| 6     | Marie Yolene Raffin | MRI  | 28:59:47   |

24. Juli

#### 4 × 100 m Staffel
| Platz | Land      | Athleten                                                        | Zeit (s) |
| ----- | --------- | --------------------------------------------------------------- | -------- |
| 1     | Tunesien  | Awatef Hamrouni Awatef Ben Hassine Saloua Dellagi Nadia Abid    | 46,98    |
| 2     | Ghana     | Aisha Pinamang Ethel Lokko Margaret Simpson Esther Dankwah      | 47,13    |
| 3     | Algerien  | Sarah Bouaoudia Sara Arrous Houria Moussa Hamida Benhocine      | 47,89    |
| 4     | Südafrika | Sylma Jordaan Estie Wittstock Marizca Gertenbach Nicolize Steyn | 50,91    |
| 5     | Ägypten   | Rasha Abdelkhalek Shaima Saaed Ghada Ismail Sarah el-Shami      | 51,05    |

24. Juli

#### 4 × 400 m Staffel
| Platz | Land     | Athleten                                                         | Zeit (min) |
| ----- | -------- | ---------------------------------------------------------------- | ---------- |
| 1     | Ghana    | Grace Nartey Esther Dankwah Akosua Serwaa Ethel Lokko            | 3:41,83    |
| 2     | Tunesien | Awatef Ben Mansour Abir Nakhli Maha Chaouachi Awatef Ben Hassine | 3:42,66    |
| 3     | Algerien | Houria Moussa Hamida Benhocine Sarah Bouaoudia Sara Arrous       | 3:58,32    |

25. Juli

#### Hochsprung
| Platz | Athletin           | Land | Höhe (m) |
| ----- | ------------------ | ---- | -------- |
| 1     | Nicolize Steyn     | RSA  | 1,82     |
| 2     | Marizca Gertenbach | RSA  | 1,76     |
| 3     | Sameh Drid         | TUN  | 1,65     |
| 4     | Amina Lemgherbi    | ALG  | 1,65     |
| 5     | Wahiba Fahem       | ALG  | 1,60     |
| 6     | Hanen Khelil       | TUN  | 1,60     |

24. Juli

#### Stabhochsprung
| Platz | Athletin          | Land | Höhe (m) |
| ----- | ----------------- | ---- | -------- |
| 1     | Syrine Balti      | TUN  | 3,65 CR  |
| 2     | Sylma Jordaan     | RSA  | 3,40     |
| 3     | Aïda Mohsni       | TUN  | 3,15     |
| 4     | Rasha Abdelkhalek | EGY  | 2,90     |
| 5     | Jessika Hellala   | ALG  | 2,50     |
| 6     | Sonia Smili       | ALG  | 2,40     |
|       | Margaret Odendaal | ZIM  | NMH      |

23. Juli

#### Weitsprung
| Platz | Athletin          | Land | Weite (m) |
| ----- | ----------------- | ---- | --------- |
| 1     | Koïta Yah Soucko  | MLI  | 5,77      |
| 2     | Zine-Bahi Othmani | TUN  | 5,70      |
| 3     | Linda Félix       | SEY  | 5,55      |
| 4     | Hamida Benhocine  | ALG  | 5,54      |
| 5     | Sarah Bouaoudia   | ALG  | 5,50      |
| 6     | Ghada Ismail      | EGY  | 5,36      |
| 7     | Ilhem Ben Salah   | TUN  | 5,26      |
| 8     | Béatrice Kamboulé | BFA  | 4,90      |

23. Juli

#### Dreisprung
| Platz | Athletin          | Land | Weite (m) |
| ----- | ----------------- | ---- | --------- |
| 1     | Ilhem Ben Salah   | TUN  | 12,86 w   |
| 2     | Mariette Mien     | BFA  | 12,23     |
| 3     | Ghada Ismail      | EGY  | 12,07     |
| 4     | Béatrice Kamboulé | BFA  | 11,27 w   |

25. Juli

#### Kugelstoßen
| Platz | Athletin          | Land | Weite (m) |
| ----- | ----------------- | ---- | --------- |
| 1     | Amira Naji        | EGY  | 14,15     |
| 2     | Afef Ben Khaled   | TUN  | 12,30     |
| 3     | Ines Boujenfa     | TUN  | 12,17     |
| 4     | Ndiabou Tandian   | SEN  | 11,18     |
| 5     | Saliha Zekiski    | ALG  | 10,61     |
| 6     | Nawal Abdou Salah | LBA  | 9,82      |
| 7     | Suzanne Kragbé    | CIV  | 9,38      |

23. Juli

#### Diskuswurf
| Platz | Athletin        | Land | Weite (m) |
| ----- | --------------- | ---- | --------- |
| 1     | Darine Hajabi   | TUN  | 43,44     |
| 2     | Ines Boujenfa   | TUN  | 41,12     |
| 3     | Suzanne Kragbé  | CIV  | 39,32     |
| 4     | Saliha Zekiski  | ALG  | 39,05     |
| 5     | Ndiabou Tandian | SEN  | 36,79     |
| 6     | Nourine Ahmed   | EGY  | 36,29     |

22. Juli

#### Hammerwurf
| Platz | Athletin          | Land | Weite (m) |
| ----- | ----------------- | ---- | --------- |
| 1     | Melissa Sooprayen | MRI  | 43,85     |
| 2     | Racha Kerim       | EGY  | 43,42     |
| 3     | Nabila Kérouche   | ALG  | 40,42     |
| 4     | Ramila Mindjou    | ALG  | 39,00     |
| 5     | Afef Ben Khaled   | TUN  | 34,22     |
| 6     | Ines Boujenfa     | TUN  | 26,86     |
| 7     | Amira Naji        | EGY  | 25,24     |

24. Juli

#### Speerwurf
| Platz | Athletin        | Land | Weite (m) |
| ----- | --------------- | ---- | --------- |
| 1     | Daria Smith     | NAM  | 46,91     |
| 2     | Ola Ali         | EGY  | 40,79     |
| 3     | Nesrine Mohamed | EGY  | 40,29     |
| 4     | Saloua Dhouibi  | TUN  | 39,40     |
| 5     | Neila Chaabani  | TUN  | 34,98     |

25. Juli

#### Siebenkampf
| Platz | Athletin            | Land | Punkte  |
| ----- | ------------------- | ---- | ------- |
| 1     | Margaret Simpson    | GHA  | 5366 CR |
| 2     | Stéphanie Domaingue | MRI  | 4673    |
| 3     | Soraya Mehdioui     | ALG  | 4652    |
| 4     | Zine-Bahi Othmani   | TUN  | 4409    |
| 5     | Manar Mohamed       | EGY  | 4192    |

24./25. Juli

## Medaillenspiegel
| Platz  | Land           | Gold | Silber | Bronze | Gesamt |
| ------ | -------------- | ---- | ------ | ------ | ------ |
| 01     | Tunesien       | 10   | 11     | 10     | 31     |
| 02     | Südafrika      | 10   | 2      | 1      | 13     |
| 03     | Kenia          | 6    | 6      | 0      | 12     |
| 04     | Ägypten        | 3    | 3      | 4      | 10     |
| 05     | Mauritius      | 2    | 5      | 0      | 7      |
| 06     | Marokko        | 2    | 4      | 6      | 12     |
| 07     | Elfenbeinküste | 2    | 1      | 1      | 4      |
| 08     | Ghana          | 1    | 2      | 6      | 9      |
| 09     | Simbabwe       | 1    | 1      | 0      | 2      |
| 10     | Botswana       | 1    | 0      | 3      | 4      |
| 11     | Madagaskar     | 1    | 0      | 0      | 1      |
| 11     | Mali           | 1    | 0      | 0      | 1      |
| 11     | Namibia        | 1    | 0      | 0      | 1      |
| 11     | Senegal        | 1    | 0      | 0      | 1      |
| 15     | Algerien       | 0    | 5      | 9      | 14     |
| 16     | Burkina Faso   | 0    | 1      | 1      | 2      |
| 17     | Gabun          | 0    | 1      | 0      | 1      |
| 18     | Eritrea        | 0    | 0      | 1      | 1      |
| Gesamt | Gesamt         | 42   | 42     | 42     | 126    |